# 36 (tal)
36 (trettiosex) är det naturliga talet som följer 35 och som följs av 37.

## Inom matematiken
- 36 är ett jämnt tal.
- 36 är det åttonde triangeltalet
- 36 är det sjätte kvadrattalet
- 36 är ett kvadrattriangulärt tal
- 36 är ett tridekagontal
- 36 är ett ymnigt tal
- 36 är ett mycket ymnigt tal
- 36 är ett superymnigt tal
- 36 är ett Harshadtal
- 36 är ett Ulamtal
- 36 är ett Praktiskt tal.
- 36 är ett palindromtal i det kvinära talsystemet.
- 36 är ett palindromtal i det oktala talsystemet.

## Inom vetenskapen
- Krypton, atomnummer 36
- 36 Atalante, en asteroid
- Messier 36, öppen stjärnhop i Kusken, Messiers katalog